# Germain Mintsa
Germain Mintsa – gaboński piłkarz grający na pozycji pomocnika. W swojej karierze rozegrał 1 mecz w reprezentacji Gabonu.

## Kariera klubowa
W swojej karierze piłkarskiej Mintsa grał w klubie FC 105 Libreville.

## Kariera reprezentacyjna
W reprezentacji Gabonu Mintsa zadebiutował 13 listopada 1994 w wygranym 3:0 meczu kwalifikacji do Pucharu Narodów Afryki 1996 z Mauritiusem, rozegranym w Libreville. Był to jego jedyny mecz w kadrze narodowej. Wcześniej, w tym samym roku, został powołany do kadry na Puchar Narodów Afryki 1994. Na tym turnieju nie wystąpił ani razu.